# Goussancourt
Goussancourt település Franciaországban, Aisne megyében. Lakosainak száma 117 fő (2022. január 1.). Goussancourt Cierges, Coulonges-Cohan, Vézilly, Villers-Agron-Aiguizy és Sainte-Gemme községekkel határos.

## Népesség
A település népességének változása:
| Lakosok száma | 124  | 92   | 78   | 94   | 121  | 124  | 116  | 113  | 113  | 117  |
|               | 1968 | 1982 | 1990 | 2006 | 2013 | 2015 | 2017 | 2019 | 2020 | 2022 |